# Partito Nazionale del Popolo (Gambia)
Il Partito Nazionale del Popolo (in inglese National People's Party; NPP) è un partito politico gambiano.

## Risultati elettorali
| Elezioni           | Voti    | Seggi   |
| ------------------ | ------- | ------- |
| Presidenziali 2021 | 457.519 | Eletto  |
| Parlamentari 2022  | 143.826 | 18 / 53 |